# Bernard Matthews Holdings
Bernard Matthews Foods Limited ist ein britisches Landwirtschafts- und Lebensmittelunternehmen mit Sitz in Great Witchingham, Norfolk, England, das sich auf Putenprodukte spezialisiert hat. Bernard Matthews Holdings Ltd hat einen Umsatz von 248,33 Millionen USD und 1.486 Mitarbeiter.

## Geschichte
Das Unternehmen wurde 1950 von Bernard Matthews von seinem Haus aus mit seiner Frau, zwanzig Puteneiern und einem Inkubator gegründet. 1955 wurde der Hauptsitz an den heutigen Standort, Great Witchingham Hall in der Nähe von Norwich, verlegt. Bernard Matthews wurde 1960 als größter Truthahnzüchter Europas in das Guinness-Buch der Rekorde eingetragen. 1971 wurde das Unternehmen an die Börse gebracht. Bernard Matthews wehrte im Jahr 2000 erfolgreich ein Übernahmeangebot des US-Lebensmittelriesen Sara Lee ab. Im folgenden Jahr wurde das Unternehmen von der Familie Matthews zurückgekauft und wieder in Privatbesitz überführt. 2006 wurden Vertragsarbeiter wegen Tierquälerei verurteilt, weil sie mit lebenden Truthähnen "Baseball" gespielt hatten. Der Bernard Matthews H5N1-Ausbruch 2007 war ein Auftreten der Vogelgrippe in England, die am 30. Januar 2007 begann. Die Infektion wurde durch den H5N1-Subtyp des Influenza-A-Virus verursacht und trat auf einer der Farmen von Bernard Matthews in Holton, Suffolk, auf. In einem sehr kritischen Bericht des Defra kam heraus, dass es in der Anlage in Holton eine Reihe von Biosicherheitsmängeln gab, von denen das Unternehmen bereits in der Vergangenheit in Kenntnis gesetzt wurde. Obwohl die Ursache des Ausbruchs nicht geklärt ist, transportierte Bernard Matthews regelmäßig Puten und Putenprodukte zwischen Großbritannien und seinem Werk in Ungarn, und die in Ungarn und Großbritannien gefundenen H5N1-Vogelgrippestämme waren praktisch genetisch identisch.
Im Juli 2008 benannte sich das Unternehmen von Bernard Matthews Foods in Bernard Matthews Farms um und erklärte, dass alle Truthahnprodukte mit britischem Truthahn von eigenen Farmen hergestellt würden. Im Januar 2010 trat Bernard Matthews von seinem Amt als Vorsitzender zurück, was mit seinem 80. Geburtstag zusammenfiel. Im September 2013 wurde das Unternehmen von dem Turnaround-Experten Rutland Partners aufgekauft. Der Standort in Oldenburg wurde im Sommer 2016 für 14 Mio. Euro an die Sprehe-Gruppe verkauft. Im September 2016 wurde das Unternehmen für 87,5 Millionen Pfund an eine Investmentgesellschaft im Besitz von Ranjit Singh Boparan verkauft.

## Produktion
Das Unternehmen verfügt über 56 Farmen in Norfolk, Suffolk und Lincolnshire, auf denen jährlich fast 7 Millionen Puten gezüchtet werden. Das Unternehmen hat auch Geflügelproduktionsbetriebe in Deutschland und Ungarn. Das Unternehmen züchtet und hält auf seinen Farmen sowohl Truthähne in Innenhaltung als auch in Freilandhaltung.